# Célula pockels
Célula Pockels é um tipo de célula composta basicamente por um cristal eletroóptico e dois
eletrodos, os quais fornecem meios de aplicar o campo elétrico externo através do
cristal. Estes eletrodos podem ser constituídos por placas metálicas, no interior das quais se insere o cristal, por filmes metálicos depositados pela técnica de evaporação, ou mesmo, por tintas metálicas. A maneira com que são dispostos esses eletrodos em uma célula Pockels pode ocorrer segundo duas configurações: transversal ou longitudinal, conforme a direção do campo elétrico esteja perpendicular ou paralela à direção de
propagação do feixe óptico, respectivamente.
No caso da célula Pockels longitudinal, utiliza-se um eletrodo condutor
semitransparente para revestir as extremidades do cristal. Esta configuração proporciona uma distribuição uniforme de campo elétrico, mas ocorrem perdas ópticas severas, que algumas vezes não podem ser toleradas.
As aplicações práticas da célula Pockels incluem, principalmente, os
moduladores eletroópticos e sensores eletroópticos. Ambas as estruturas requerem a incorporação de um sistema óptico adicional e são projetadas para introduzir uma dada informação no feixe óptico que se propaga através da célula. Quando usada como
modulador, a informação é disponível na forma de um campo elétrico modulador e inserida na fase da luz que passa através da célula. A luz então é transmitida a um receptor para que a informação seja decodificada. Quando usadas como sensor, as características de fase da luz transmitida são medidas para determinar o
campo elétrico desconhecido aplicado à célula Pockels.

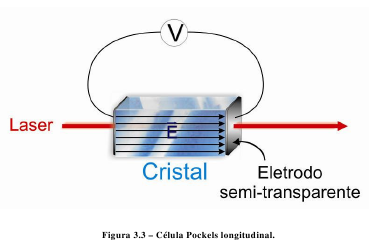
Célula Pockels Longitudinal

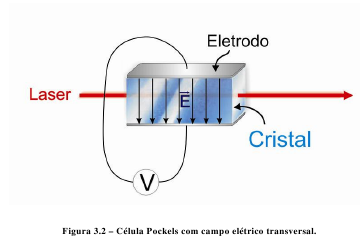
Célula Pockels Transvesal